# San Marino Open
San Marino Open – męski turniej tenisowy wchodzący w skład rozgrywek ATP World Tour, rozgrywany w San Marino na nawierzchni ziemnej w latach 1989–2000.

## Mecze finałowe

### gra pojedyncza mężczyzn
| Rok  | Zwycięzca              | Finalista         | Wynik            |
| 2000 | Álex Calatrava         | Sergi Bruguera    | 7:6(7), 1:6, 6:4 |
| 1999 | Galo Blanco            | Albert Portas     | 4:6, 6:4, 6:3    |
| 1998 | Dominik Hrbatý         | Mariano Puerta    | 6:2, 7:5         |
| 1997 | Félix Mantilla         | Magnus Gustafsson | 6:4, 6:1         |
| 1996 | Albert Costa           | Félix Mantilla    | 7:6(7), 6:3      |
| 1995 | Thomas Muster          | Andrea Gaudenzi   | 6:2, 6:0         |
| 1994 | Carlos Costa           | Oliver Gross      | 6:1, 6:3         |
| 1993 | Thomas Muster          | Renzo Furlan      | 7:5, 7:5         |
| 1992 | Karel Nováček          | Francisco Clavet  | 7:5, 6:2         |
| 1991 | Guillermo Pérez Roldán | Frédéric Fontang  | 6:3, 6:1         |
| 1990 | Guillermo Pérez Roldán | Omar Camporese    | 6:3, 6:3         |
| 1989 | José Francisco Altur   | Roberto Azar      | 6:7, 6:4, 6:1    |

### gra podwójna mężczyzn
| Rok  | Zwycięzcy                       | Finaliści                         | Wynik         |
| 2000 | Tomáš Cibulec Leoš Friedl       | Gastón Etlis Jack Waite           | 7:6(1), 7:5   |
| 1999 | Lucas Arnold Ker Mariano Hood   | Petr Pála Pavel Vízner            | 6:3, 6:2      |
| 1998 | Jiří Novák David Rikl           | Mariano Hood Sebastián Prieto     | 6:4, 7:6      |
| 1997 | Cristian Brandi Filippo Messori | Brandon Coupe David Roditi        | 7:5, 6:4      |
| 1996 | Pablo Albano Lucas Arnold Ker   | Mariano Hood Sebastián Prieto     | 6:1, 6:3      |
| 1995 | Jordi Arrese Andrew Kratzmann   | Pablo Albano Federico Mordegan    | 7:6, 3:6, 6:2 |
| 1994 | Neil Broad Greg Van Emburgh     | Jordi Arrese Renzo Furlan         | 6:4, 7:6      |
| 1993 | Daniel Orsanic Olli Rahnasto    | Juan Garat Roberto Saad           | 6:4, 1:6, 6:3 |
| 1992 | Nicklas Kulti Mikael Tillström  | Cristian Brandi Federico Mordegan | 6:2, 6:2      |
| 1991 | Jordi Arrese Carlos Costa       | Christian Miniussi Diego Pérez    | 6:3, 3:6, 6:3 |
| 1990 | Vojtěch Flégl Daniel Vacek      | Jordi Burillo Marcos Górriz       | 6:1, 4:6, 7:6 |
| 1989 | Simone Colombo Claudio Mezzadri | Pablo Albano Gustavo Luza         | 6:4, 6:1      |